# Malören-Vånörens naturreservat
Malören-Vånörens naturreservat är ett naturreservat i Skellefteå kommun i Västerbottens län.
Området är naturskyddat sedan 2022 och är 2 540 hektar stort. Reservatet ligger vid kusten sydost om Bureå och omfattar de yttre delarna av halvöarna Skallön och Storön och intilliggande öar, sund och havsområden, där landområdena består av hällmarker och klapperområden med karg hällmarkstallskog och åldriga lövträd.